# Stora Vällingen
Stora Vällingen är en sjö i Sävsjö kommun i Småland och ingår i Lagans huvudavrinningsområde. Sjön har en area på 0,512 kvadratkilometer och ligger 206 meter över havet. Vid provfiske har abborre, lake, mört och sik fångats i sjön.

## Delavrinningsområde
Stora Vällingen ingår i det delavrinningsområde (634143-142364) som SMHI kallar för Utloppet av Stora Värmen. Medelhöjden är 219 meter över havet och ytan är 23,48 kvadratkilometer. Det finns inga delavrinningsområden uppströms utan avrinningsområdet är högsta punkten. Vattendraget som avvattnar avrinningsområdet har biflödesordning 4, vilket innebär att vattnet flödar genom totalt 4 vattendrag innan det når havet efter 233 kilometer. Delavrinningsområdet består mestadels av skog (64 %) och jordbruk (10 %). Avrinningsområdet har 3,14 kvadratkilometer vattenytor vilket ger det en sjöprocent på 13,4 %.